# Max Gandrup
Max Gandrup (* 23. August 1967) ist ein dänischer Badmintonspieler. 

## Karriere
Max Gandrup gewann 1983 die U17-Meisterschaft in Dänemark im Herrendoppel mit Johnny Børlum gefolgt von zwei Silbermedaillengewinnen bei der Junioreneuropameisterschaft 1985. 1986 siegte er erstmals bei den Erwachsenen bei den Bulgarian International. 1989 gewann er die Scottish Open und 1990 die Nordischen Meisterschaften. Im gleichen Jahr erkämpfte er sich mit Silber bei der Europameisterschaft seinen größten sportlichen Erfolg. 1992 war er bei den Polish International erfolgreich.

## Sportliche Erfolge
| Saison    | Veranstaltung                                    | Disziplin    | Platz | Name                                  |
| --------- | ------------------------------------------------ | ------------ | ----- | ------------------------------------- |
| 1982/1983 | Dänemark: Einzelmeisterschaften der Junioren U17 | Herrendoppel | 1     | Max Gandrup / Johnny Børlum, Herning  |
| 1985      | Junioren-Europameisterschaft                     | Mixed        | 2     | Max Gandrup / Charlotte Jacobsen      |
| 1985      | Junioren-Europameisterschaft                     | Herrendoppel | 2     | Johnny Børlum / Max Gandrup           |
| 1986      | Bulgarian International                          | Herrendoppel | 1     | Thomas Lund / Max Gandrup             |
| 1986/1987 | Dänemark: Einzelmeisterschaft der Amateure       | Herrendoppel | 1     | Max Gandrup / Thomas Lund, Herning BK |
| 1989      | Scottish Open                                    | Herrendoppel | 1     | Max Gandrup / Thomas Lund             |
| 1990      | Nordische Meisterschaften                        | Herrendoppel | 1     | Thomas Stuer-Lauridsen / Max Gandrup  |
| 1990      | Europameisterschaft                              | Herrendoppel | 2     | Max Gandrup / Thomas Lund             |
| 1992      | Polish International                             | Herrendoppel | 1     | Max Gandrup / Christian Jakobsen      |
| 1992      | Uppsala International                            | Herrendoppel | 1     | Max Gandrup / Christian Jakobsen      |
| 1992      | Finnish International                            | Mixed        | 1     | Max Gandrup / Marlene Thomsen         |
| 1993      | Swiss Open                                       | Herrendoppel | 2     | Stellan Österberg / Max Gandrup       |